# 约翰内斯·施特罗尔茨
约翰内斯·施特罗尔茨（德語：Johannes Strolz，1992年9月12日—），奥地利男子高山滑雪运动员。他曾代表奥地利参加2022年冬季奥林匹克运动会高山滑雪比赛，获得男子全能和混合团体项目冠军。